# Feradach Finnfechtnach
Feradach Finnfechtnach (gaélique moderne : Fearadhach Fionnfeachtnach (i.e le juste béni), fils de  Crimthann Nia Náir, est selon les légendes médiévales et la tradition pseudo historique irlandaise un Ard ri Erenn. Les sources ne s'accordent pas sur sa place dans la succession des Ard ri Erenn.

## Lebor Gabála Érenn
Le Lebor Gabála Érenn et les Annales des quatre maîtres considèrent qu'il accède au trône après la mort de Cairbre Cinnchait.Les  Annales précisent que quand  Cairbre renverse son père, sa mère, Baine, fille du roi  Alba, était enceinte de lui, ce qui implique qu'il soit âgé de cinq ans au plus lorsqu'il devient roi.
Il semble qu'il s'agisse d'un doublet d'un récit similaire concernant un Ard ri Erenn postérieur Tuathal Techtmar.
Les Annales ajoutent que l'Irlande fut fertile pendant son règne, en contraste avec le règne stérile de l'usurpateur Cairbre.

## Geoffrey Keating
Selon Geoffrey Keating  Feradach succède à son  père Crimthann, déplaçant, le  règne de Cairbre plus tard. Keating rapporte que le juge Morann mac Máin (qui dans le  Lebor Gabála et dans les  Annales est le fils de Cairbre et de son épouse Mani) vivait à l'époque de  Feradach. Morann possédait id Morainn (i.e: torque de Morann). qui se contractait autour du cou d'un juge qui avait rendu un jugement inique jusqu'à ce qu'il en prononce un juste ou autour du cou d'un témoin ayant fait un faux témoignage jusqu'à ce qu'il dise la vérité.
Feradach règne pendant 20 ans selon le  Lebor Gabála et Keating, 22 ans d'après les  Annales, avant de mourir de mort naturelle dans sa capitale Tara. Les sources s'accordent sur le nom de son successeur Fiatach Finn.

## Règne
Le Lebor Gabála synchronise son règne avec celui de l'Empereur romain Domitien (81-96 ap. J.-C.)  et la mort du Pape  Clément Ier (99 ap J.-C.). La chronologie de Keating Foras Feasa ar Éirinn  fixe son règne entre 5 et  25 ap. J.-C. et les  Annales des quatre maîtres entre 14 et  36 ap. J.-C.

## Source
- (en) Cet article est partiellement ou en totalité issu de l’article de Wikipédia en anglais intitulé « Feradach Finnfechtnach » (voir la liste des auteurs), édition du 30 mars 2012.